# وليامز فيلاسكيز
وليامز فيلاسكيز (بالإسبانية: Williams Velásquez)‏ (4 أبريل 1997 في فنزويلا - ) هو لاعب كرة قدم فنزويلي في مركز الدفاع. لعب مع ريال بلد الوليد.

## وصلات خارجية
- وليامز فيلاسكيز على موقع رابطة كرة القدم اليابانية للمحترفين (اليابانية)
- وليامز فيلاسكيز على موقع قاعدة بيانات كرة القدم.إي يو (الإنجليزية)
- وليامز فيلاسكيز على موقع Soccerway.com (الإنجليزية)